# Szolcsán vs. Hungary ügy
A Szolcsán vs. Hungary ügy egy, az Emberi Jogok Európai Bírósága (EJEB) által 2023-ban kihirdetett ítélet, amelyben a Bíróság kimondta, hogy Magyarország megsértette egy roma származású diáknak a jogait az oktatáshoz való hozzáférés és az egyenlő bánásmód elve tekintetében. Az ügy központi kérdése az iskolai szegregáció volt, különösen annak vizsgálata, hogy az állam elmulasztott-e deszegregációs intézkedéseket tenni a roma tanulók hátrányos megkülönböztetésének megszüntetése érdekében.

## Tényállás
A kérelmező, Szolcsán Imre a 2013/14-es tanévben a piliscsabai Jókai Mór Általános Iskolába járt, ahol a tanulók döntő többsége roma származású volt – szemben a város 4%-os roma népességi arányával (2011-es népszámlálás). A kérelmező szerint az intézmény szegregált, az oktatás színvonala alacsony, és a továbbtanulási lehetőségek korlátozottak voltak. 2014-ben az édesanyja kérte fiának átvételét a pilisvörösvári Dózsa György Általános Iskolába, amely azonban az iskola körzethatáraira hivatkozva elutasította a kérelmet.

### Hazai eljárások és jogorvoslatok
| Fórum                                                 | Döntés                                                                                                   |
| ----------------------------------------------------- | --- |
| Pilisvörösvári Tankerület                             | A fellebbezést elutasította, hangsúlyozva, hogy a kérelmező lakhelyéhez a Jókai Mór iskola van közelebb. |
| Budapesti Környéki Közigazgatási és Munkaügyi Bíróság | Nem talált diszkriminációt, az igazgatói döntést földrajzi kritériumok alapján indokoltnak tartotta.     |
| Kúria                                                 | Megerősítette az előző döntéseket, kiemelve, hogy nincs alanyi jog iskolakörzeten kívüli felvételre.     |
| Alkotmánybíróság                                      | Nem vette érdemben vizsgálat alá a panaszt, alkotmányossági kérdés hiányára hivatkozva.                  |

### Jogorvoslat kimerítésének kérdése
„
Az ügy főkérdése az volt, hogy Szolcsán Imre kimerítette-e a rendelkezésére álló hazai jogorvoslati lehetőségeket, mielőtt az Emberi Jogok Európai Bíróságához fordult. E tekintetben eltérő álláspontot képviselt a Magyar Kormány, a kérelmező és végül maga a Bíróság is.”

#### A Kormány szemszögéből
A magyar állam azt az álláspontot képviselte, hogy a kérelmező nem merítette ki a rendelkezésére álló hatékony jogorvoslati lehetőségeket. Véleményük szerint Szolcsánnak panaszt kellett volna tennie az Egyenlő Bánásmód Hatóságnál (EBH), amely eljárást indíthatott volna az iskolával szemben, illetve polgári pert is indíthatott volna a hátrányos megkülönböztetés megállapítása és kártérítés érdekében. Mivel ezekre nem került sor, a Kormány szerint a strasbourgi eljárás megalapozatlan volt.

#### A kérelmező szemszögéből
Szolcsán álláspontja szerint nemcsak jogszerűen, de logikusan is járt el, amikor a számára leggyorsabb és legközvetlenebb jogorvoslatot választotta – a Dózsa György Iskola elutasító döntése ellen fellebbezett, majd pert indított. Érvelése szerint az EBH vagy a polgári peres út nem tette volna lehetővé, hogy a tanév megkezdése előtt bekerülhessen a nem szegregált iskolába, így azokat az eljárásokat párhuzamosan nem volt értelme megindítani. Hivatkozott továbbá arra is, hogy a hazai joggyakorlat szerint a deszegregációs ítéleteket sokszor nem hajtják végre, a kártérítéseket nem fizetik ki, így ezek a jogorvoslatok gyakorlatilag nem hatékonyak.

#### A Bíróság megítélése alapján
Az Emberi Jogok Európai Bírósága megállapította, hogy a kérelmező panaszát következetesen és érdemben végig vitte a hazai bírósági rendszeren. A Bíróság hangsúlyozta, hogy ha többféle jogorvoslati lehetőség is elérhető, nem kötelező valamennyi utat végigjárni, elegendő egy olyat választani, amely reálisan alkalmas a panasz orvoslására. Ennek megfelelően a Bíróság elfogadta, hogy a kérelmező az iskolai beiratkozás megtagadása elleni eljárásra alapozta jogorvoslati kérelmét, és úgy ítélte meg, hogy ezzel a követelményeknek eleget tett.

### A felek előterjesztései

#### A kérelmező álláspontja
Szolcsán kérelmében kifejtette, hogy az iskola visszautasítása nem a körzethatárokkal magyarázható, hanem valójában etnikai alapú hátrányos megkülönböztetésen alapult. A kérelmező álláspontja szerint a piliscsabai Jókai Mór Általános Iskola de facto szegregált volt, mivel tanulói szinte kizárólag roma származásúak voltak, míg a település teljes lakosságának csupán töredéke tartozott ebbe az etnikai csoportba. A kérelmező szerint az oktatási színvonal és a továbbtanulási esélyek az érintett iskolában alacsonyabbak voltak, és az állam nem tett meg minden szükséges lépést annak érdekében, hogy nem szegregált oktatási alternatívát biztosítson számára.
Szolcsán arra is hivatkozott, hogy bár a hatóságok másik két helyi intézményt is elérhető lehetőségként említettek, ezek sem világnézeti, sem gyakorlati szempontból nem voltak megfelelőek. A kérelmező nyilatkozata szerint a német iskola vezetője kifejezetten cáfolta, hogy köteles lett volna felvenni a tanulót. Továbbá állította, hogy a rövid távolság miatt a körzethatár nem szolgálhatott arányos indokként az átvétel elutasítására. A kérelmező szerint az állam pozitív kötelezettsége lett volna a szegregáció elkerülése és az oktatási egyenlőség biztosítása.

#### A Kormány álláspontja
A magyar Kormány ezzel szemben azt az álláspontot képviselte, hogy az iskolaigazgató döntése   a jogszabályi keretek figyelembevételével történt. A Kormány érvelése szerint a kérelmező lakóhelye nem tartozott a választott iskola körzetébe, ezért az intézmény nem volt köteles őt felvenni. A Kormány továbbá hangsúlyozta, hogy a roma tanulók arányának alakulása az adott iskolában nem célzott oktatáspolitikai intézkedések, hanem a lakosság lakóhelyi eloszlásának eredménye volt
A Kormány arra is hivatkozott, hogy Szolcsán nem merítette ki a rendelkezésére álló hazai jogorvoslati lehetőségeket, mivel nem nyújtott be panaszt az Egyenlő Bánásmód Hatósághoz, és nem indított polgári pert hátrányos megkülönböztetés megállapítása érdekében. A Kormány álláspontja szerint emiatt a kérelmezés az EJEB előtt nem lett volna elfogadható.

### A Bíróság döntése és érvelése

#### Az ítélet rendelkező része
Az Emberi Jogok Európai Bírósága 2023. május 16-án kihirdetett ítéletében megállapította, hogy Magyarország megsértette az Emberi Jogok Európai Egyezményének 14. cikkét (a megkülönböztetés tilalma), összefüggésben az 1. számú kiegészítő jegyzőkönyv 2. cikkével (az oktatáshoz való jog). A Bíróság 7000 euró összegű nem vagyoni kártérítés megfizetésére kötelezte az államot a kérelmező javára. Emellett általános jellegű intézkedések megtételére is felszólította a magyar államot annak érdekében, hogy megelőzze a hasonló jogsértések jövőbeni előfordulását, különös tekintettel a roma gyermekeket érintő iskolai szegregációra.

#### A Bíróság érvelése
| Vizsgált szempont                    | A Bíróság megállapításai |
| ------------------------------------ | --- |
| Szegregált környezet                 | - A Bíróság megállapította, hogy a kérelmezőt ténylegesen szegregált oktatási környezetben tanították. - A piliscsabai Jókai Mór Általános Iskola tanulóinak túlnyomó többsége roma származású volt, míg a településen a roma lakosság aránya kb. 4% volt.                                                |
| Állami intézkedések                  | – A magyar hatóságok elmulasztották azokat a intézkedéseket, amelyek célja a szegregáció megelőzése vagy felszámolása lett volna. – Az állam nem biztosított megfelelő, nem szegregált alternatív oktatási lehetőséget a kérelmező számára.                                                               |
| Az átvétel megtagadásának értékelése | – A kérelmező másik iskolába való átvételének elutasítása mögött nem állt fenn ésszerű indok. – A döntéshozatali folyamat nem vette figyelembe kellő súllyal a roma tanulók elkülönítésének következményeit.                                                                                              |
| A roma gyermekek védelme             | - A Bíróság hangsúlyozta, hogy a roma gyermekek különösen védendő társadalmi csoportnak minősülnek. – Az államnak kötelezettsége van az oktatási esélyegyenlőség biztosítására. |
| Jogorvoslat kimerítése               | – A Bíróság elutasította a Kormány azon érvét, hogy a kérelmező nem merítette ki a hazai jogorvoslati lehetőségeket.Megállapította, hogy a kérelmező végigvitte ügyét a hazai bírósági fórumokon. – Az Egyezmény gyakorlata szerint nem szükséges minden formálisan elérhető jogorvoslatot igénybe venni. |

## Sajtóvisszhang
Az Emberi Jogok Európai Bíróságának ítélete széles körű sajtóvisszhangot váltott ki Magyarországon.
A 444.hu beszámolója kiemeli, hogy az EJEB kimondta: az iskolai szegregációt nemcsak meg kell szüntetni, hanem aktív állami intézkedésekre is szükség van annak megelőzésére. A cikk rámutat, hogy az ítélet Magyarországra nézve nemcsak egyedi, hanem általános kötelezettségeket is előír. Felidézi, hogy az ügyben hozott döntés kifejezetten illeszkedik az EU jogállamisági eljárásaiban megfogalmazott oktatáspolitikai aggályokhoz is.
A HVG cikke részletesen ismerteti az ügy tényállását, és hangsúlyozza, hogy a roma gyermekeket aránytalanul érinti az alacsonyabb színvonalú, szegregált oktatás. A lap szerint az ítélet rávilágít az állami iskolai körzethatárok kialakításának problémáira, valamint a roma gyermekek oktatási esélyegyenlőségének tartós hiányára. A Bíróság nemcsak a konkrét ügyben, hanem általánosságban is megfogalmazta az állam intézményi felelősségét.
Az Eduline elsősorban az EJEB ítélet következményeit emeli ki: a 7000 euró összegű kártérítés mellett az államnak aktívan reformálnia kell az oktatási rendszert, különös tekintettel a szegregációt fenntartó szerkezeti tényezőkre. A portál külön kiemeli, hogy az ítélet visszautal a Horváth és Kiss kontra Magyarország ügyben tett megállapításokra is.
Az Euronews tudósítása hangsúlyozza, hogy a döntés nemcsak jogi, hanem politikai következményekkel is járhat, mivel összefüggésben állhat a Magyarország ellen folyó uniós jogállamisági eljárásokkal. A cikk emlékeztet arra, hogy az EJEB a döntés indokolásában kiemelte a roma gyermekek fokozott védelmének szükségességét, és az állam felelősségét a diszkriminációs mintázatok felszámolásában.

## Szakmai megítélés
A szakmai álláspontok szerint a Szolcsán kontra Magyarország ügy a roma gyermekekkel szembeni szegregáció egyik sarkalatos pontja.
Ezt erősíti a Strasbourg Observers elemzése, amely kiemeli, hogy nem elegendő az egyedi sérelmek vizsgálata. Az államot kell „strukturált, rendszerszintű fellépésre” kötelezni a szegregációval szemben. Mindemellett az ERRC értélkelése szerint a  Bíróság üzenete világos: a roma tanulók nem szorulhatnak egyetlen, etnikai alapon elkülönült iskolába. Az ítélet megerősíti, hogy a deszegregáció nem csupán kívánatos cél, hanem jogi kötelezettség, amelyet az államnak aktív módon kell végrehajtania. Hasonló állami kötelezettségekre mutat rá a HUDOC kivonata, ami rögzíti, hogy az állam köteles „általános oktatáspolitikát kidolgozni a szegregáció megszüntetésére”, nem elegendő pusztán egyéni jogorvoslati lehetőségeket kínálni.
A hazai körökben Dallos Ádám elemzése világít rá arra, hogy az ítélet egyik legjelentősebb eleme a Bíróság 46. cikk alapján tett iránymutatása volt, amely a magyar állam számára előírja a szükséges intézkedések körét. Az ügyben a Bíróság kimondta, hogy Magyarországnak meg kell szüntetnie az oktatási szegregációt nemcsak a Jókai Mór Általános Iskolában, hanem az egész közoktatási rendszerben. Továbbá a Bíróság felhívta a figyelmet arra, hogy a közpolitikai intézkedéseknek összhangban kell állniuk az ECRI megállapításaival. Mindezek mellett a Jogászvilág cikke kiemeli, hogy a roma gyermekeket érintő szegregáció rendszerszintű probléma Magyarországon, és az államnak konkrét lépéseket kell tennie az oktatási egyenlőtlenségek felszámolására.Továbbá hangsúlyozza a Rosa Parks Alapítvány szerepét. Az alapítvány amicus curiae beadványában rámutatott, hogy a roma gyerekek több mint 45 százaléka tanul szegregált körülmények között, és az ítélet végrehajtását nyomon követik, szakmai segítséget ajánlva a kormánynak. A cikk konklúziója, hogy bár a magyar kormány hivatalosan tudomásul vette az ítéletet, nem történt érdemi előrelépés a szegregáció ellenes országos oktatáspolitika kialakításában.